# Plagiolepis jerdonii
Plagiolepis jerdonii é uma espécie de formiga do gênero Plagiolepis, pertencente à subfamília Formicinae.